# Святополк-Четвертинский, Илья Стефанович
Князь Илья Святополк-Четвертинский (1606 — 6 ноября 1640) — западнорусский шляхтич, военный, православный.

## Биография
Второй сын полковника и подкомория брацлавского, князя Стефана (Степана) Святополк-Четвертинского (ум. 1648), и Анны Бокий (ум. 1612). Старший брат каштеляна минского, князя Николая Святополк-Четвертинского (ум. 1659).
Представитель княжеской линии Святополк-Четвертинских на Новой Четвертне. С 1623 года находился на военной службе. Участник военных кампаний последних лет правления Сигизмунда III Вазы и начала правления Владислава IV. В начале служил товарищем, затем поручиком и ротмистром в коронной казацкой хоругви.
В 1630 году во время казацкого восстания под руководством Тараса Трясило князь Илья Святополк-Четвертинский был тяжело ранен во время осады казацкого лагеря под Переяславом.
В 1635 году во время мобилизации польской армии против Швеции Илья Святополк-Четвертинский привел в лагерь собственную хоругвь конных казаков. В 1638 году после поражения казацкого восстания под руководством Я. Острянина и Д. Гуни князь был одним из членом польской комиссии, которая 4 декабря 1638 года в Масловом Ставе окончательно завершила реорганизацию реестровых казаков.
Избирался послом на сейм и депутатом радомского трибунала. Оказывал денежную поддержку православным церквям.
6 ноября 1640 года князь Илья Святополк-Четвертинский скончался и был похоронен в православной церкви в Люблине.